# Allobates bromelicola
Allobates bromelicola (synoniem: Colostethus bromelicola) is een kikkersoort uit de familie van de Aromobatidae. De wetenschappelijke naam van de soort is voor het eerst geldig gepubliceerd in 1956 door Frederick H. Test. De soortaanduiding bromelicola betekent vrij vertaald 'van de bromelia's'.
De soort is bekend bij Pico Periquito, Rancho Grande, in Aragua, Venezuela, op een hoogte dicht bij 1300 m boven zeeniveau, in het nevelwoud. De larven groeien op in de met water gevulde kokers van bromelia's.